# 玉岡加奈子
玉岡　加奈子（たまおか　かなこ、1966年7月19日 - ）は、日本の元女優、モデル。兵庫県加古川市出身。本名同じ。

## 来歴・人物
姉がいる。中学生時代から演劇を始め、1982年にテレビ朝日『土曜ワイド劇場・森村誠一の凶学の巣』のオーディションに合格し、同作に主演してデビュー。テレビドラマ初レギュラーは1983年、TBS系放送の『高校聖夫婦』。
デビュー以来、数多くのテレビドラマやCMなどに出演。当時、若手女優も多くが歌手としてレコードを出していた中、本人は「歌は歌わない。役者一本で」と宣言していたことがあり、その通りにレコードは出していなかった。現在は活動していない。

## 出演

### テレビドラマ
- 土曜ワイド劇場 （テレビ朝日）
  - 森村誠一の凶学の巣（1982年） - 舟木エリ（主演）役
  - 辻真先の婚約旅行殺人事件シリーズ2 瀬戸内海婚約旅行殺人事件（1987年） - 道明寺雛子 役
- 高校聖夫婦（1983年、TBS） - 坂田洋子 役
- 噂のポテトボーイ（1983年、TBS）
- 不良少女とよばれて（1984年、TBS） - 松岡玉子 役
- ザ・サスペンス「狙われた女教師」（1984年、TBS）
- 私鉄沿線97分署 第7話「あばよ! マイ・ラブ」（1984年、テレビ朝日） - ヨウコ 役
- 少女に何が起ったか（1985年、TBS） - 桜木マリ 役
- OH!わが友よ（1985年、TBS） - 純 役
- ヤヌスの鏡（1985年 - 1986年、フジテレビ）第2話「少女に何が起こったか?」 - 中田良子 役
- 花王 愛の劇場（TBS）
  - わが子よV（1985年） - 大山ミチ（レギュラー）役
- 必殺仕事人V・激闘編 第7話「主水、正月もまたイジメられる」（1986年、ABC） - 梅若一家三代目 お蝶 役 クレジットは「玉岡加奈江」と表記
- 誇りの報酬 第47話「九回裏二死満塁」（1986年、日本テレビ） - みゆき 役
- 大江戸捜査網 血塗られた友情（1991年、テレビ東京） - おりょう 役

### CM
- 神戸ポートピアランド
- 味の素
- フィリップモリス
- エースワン（エースコック）
- スバル・レックス・コンビ・VIKI　（富士重工業）
- マルちゃんカップラーメン（東洋水産）
- 養命酒

### 舞台
- ANNA - アンナ

## 雑誌
- GORO（小学館）
- 週刊プレイボーイ（集英社）
- プレイボーイアイズ（集英社）
- 幼稚園ママ
- NHK おしゃれ工房（NHK出版）
- NHK 今日の健康（NHK出版）
- ヘアースタイル1000（主婦と生活社）
- すてきな奥さん（主婦と生活社）
- マフィン（小学館）
- OYAKO

## カレンダー
- 日本車輌製造

## その他
- クイズ! 知ッテレQ（1982年、フジテレビ）